# Sparsör
Sparsör är en del av  Borås kommun. Det ligger vid nordöstra stranden av Öresjö. Ovanför samhället breder det kuperade naturreservatet Kröklings hage ut sig.
Sparsör har en idrottsförening som heter Sparsörs AIK, bildad 1931. 
Skulptören Eva Hild bor och arbetar här.

## Tätort
Orten definierades av SCB som en tätort 1960 med 536 invånare för att 1965 ha växt samman med Fristad